# Tetiana Kit
Tetiana Orestiwna Kit (ukr. Тетяна Орестівна Кіт; ur. 1 września 1994) – ukraińska zapaśniczka startująca w stylu wolnym. Olimpijka z Tokio 2020, gdzie zajęła ósme miejsce w kategorii 57 kg. Brązowa medalistka mistrzostw świata w 2015 roku. 
Siódma w indywidualnym Pucharze Świata w 2020. Wicemistrzyni Europy w 2016 i 2019. Piąta na igrzyskach europejskich w 2015. Trzecia na uniwersyteckich MŚ w 2014 i wicemistrzyni świata juniorów w 2014. Trzecia na MŚ U-23 w 2017. Mistrzyni Europy U-23 w 2016 i 2017 roku.